# Simona Antonelli
Simona Antonelli (Roma, 26 aprile 1982) è un'ex cestista italiana.
Alta 177 cm, giocava come playmaker.

## Carriera
Cresciuta nel San Raffaele Basket,dove dal 1994 al 2000 ha collezionato due scudetti nella categoria allieve e uno cadette. Ha fatto parte della nazionale giovanile alle qualificazione agli europei nel 2000. Nel 2001 passa nelle file dell'interclub muggia nel campionato di a2, vincendo il campionato giovanile categoria under 20. Dal 2002-03 al 2005-06 ha giocato con la Virtus Viterbo. Nella sua ultima stagione aveva giocato ventisei gare. Nel 2006-07 è passata all'Ares Ribera.
Nel 2007-08 gioca in Serie A2 con la Sma Ancona e l'anno successivo con la Pallacanestro Rende.
Nel 2009 passa all'Alpo Basket in Serie B d'Eccellenza femminile.

## Palmarès
- Promozioni dalla Serie A2 alla Serie A1: 1
Gescom Viterbo: 2004-05